# Украинцево
Украинцево — село в Иссинском районе Пензенской области, входит в состав Каменно-Бродского сельсовета.

## География
Расположено на берегу реки Исса в 5 км на северо-восток от центра сельсовета села Каменный Брод и в 5 км на запад от райцентра посёлка Исса.

## История
Построено на землях, пожалованных в конце XVII века думному дьяку Емельяну Украинцеву. В 1718, 1720 гг. часть сел – за поручиком морского флота Михаилом Сергеевичем Милославским. В 1719 г. – сельцо Петровское, Украинцево тож, Устиньи Осиповны Украинцевой, жены Емельяна Украинцева, часовня во имя святого великомученика Дмитрия Мироточца. В 1745 г. – с. Петровское, Украинцево тож, коллежского советника Бориса Федоровича Щербачева, за ним 316 ревизских душ, поручика Филиппа Васильевича Новосильцова – 71, прапорщика Федора Васильевича Кобякова – 13, Николая Михайловича Милославского – 7 душ. Храм во имя св. апостолов Петра Павла с теплым приделом во имя св. великомуч. Параскевы каменный, построен в 1778 году. В 1782 г. – село Петровское, Украинцево тож, Инсарского уезда, Надежды Борисовны Рахмановой, 165 дворов, церковь великомученицы Прасковьи Пятницы, господский дом деревянный; всей дачи 3714 десятин, в том числе усадебной земли – 101, пашни – 2433, сенных покосов – 831, леса – 20. Село располагалось при Саранской большой дороге, на левой стороне «реки Исы», на ней мучная мельница о двух поставах. «Земля – чернозем с песком, урожай хлеба и травы средствен»; лес дровяной; крестьяне на пашне. В 1785 г. показано за Михаилом Михайловичем Рахмановым (660 ревизских душ). В середине 19 в. действовала крупная овчарня помещика Д.А. Литвинова, практиковавшего «испанское овцеводство», на 1.11.1857 г. у него только в с. Украинцево насчитывалось 2536 овец и 844 ягненка. Шерсть от овцеводства поступала, вероятно, на литвиновскую суконную фабрику. От овцеводства в с. Украинцево Д.А. Литвинов получал ежегодно 2039 руб. чистой прибыли серебром. При отмене крепостного права село показано за Дмитрием Алексеевичем Литвиновым, за ним 444 ревизских души крестьян, 65 р.д. дворовых, 105 крестьянских дворов на 140,5 десятины усадебной земли, у общины 1452,8 дес. пашни, 302 дес. сенокоса, у помещика 1655 дес. удобной земли. В 1877 г. упоминается церковь с усыпальницей во имя Петра и Павла (каменная, построена в 1788 г.). В 1894 г. работала церковноприходская школа. В 1896 г. – 142 двора, при селе усадьба Литвинова, в ней проживало 20 мужчин и 10 женщин. До 1911 г. – село в составе Иссинской волости Инсарского уезда Пензенской губернии, одна община, 148 дворов, церковноприходская школа, церковь, водяная и 2 ветряные мельницы, кузница, лавка. После 1911 года – волостной центр Инсарского уезда.
До 1931 г. — центр сельсовета Иссинского района Пензенского округа Средне-Волжской области (с 1939 года — в составе Пензенской области). С 1931 года в составе Каменно-Бродского сельсовета. В 1939 – центральная усадьба колхоза имени 6-го съезда Советов (образован в 1931 г.), на 1.1.1940 г. в нем 155 дворов. В 1955 г. – центр Украинцевского сельсовета, центральная усадьба колхоза имени Максима Горького. В 1980-е гг. — в составе Каменно-Бродского сельсовета.

## Население
| 1745 | 1864 | 1877 | 1897 | 1911 | 1926  | 1930 |
| ---- | ---- | ---- | ---- | ---- | ----- | ---- |
| 810  | ↘736 | ↘726 | ↘690 | ↗955 | ↗1025 | ↘956 |
| 1939 | 1959 | 1979 | 1989 | 1996 | 2002  | 2010 |
| ↗991 | ↘387 | ↘213 | ↘149 | ↘134 | ↘115  | ↗131 |